# Cacatuopyga auriculosa
Cacatuopyga auriculosa is een vliegensoort uit de familie Mydidae. De wetenschappelijke naam van de soort is, geplaatst in het geslacht Mydas, voor het eerst geldig gepubliceerd in 1934 door Eugène Séguy.
De soort komt voor in Vietnam.